# 阿納托利·科爾努科夫
阿纳托利·米哈伊洛维奇·科尔努科夫（俄语：Анатолий Михайлович Корнуков，1942年1月10日—2014年7月1日）前苏联国土防空军的战斗机飞行员，俄罗斯空军总司令。1983年9月1日的大韩航空007号班机空难事件发生时，科尔努科夫是多林斯克-索科尔（Dolinsk-Sokol）空军基地的指挥官，下令将进了苏联领空的韩国007航班击落于库页岛西南方的公海。
科尔努科夫1959年入伍，1989年晋升中将、1998年晋升上将、2000年晋升大将。苏联时期任国土防空军集团军司令，后任俄罗斯莫斯科防空区司令、国土防空军副总司令、俄罗斯国防部副部长兼空军总司令。
1998年1月22日鲍里斯·叶利钦总统将彼得·德涅金解职，任命科尔努科夫为俄罗斯空军司令。德涅金被迫辞职后，俄罗斯空军安托诺夫An-124货机起飞后不久坠毁在伊尔库茨克机场附近的一个公寓，超过60人死亡。
2002年1月，科尔努科夫由于身体原因，辞去俄罗斯空军总司令职务，正式退休。空军副总司令弗拉基米尔·米哈伊诺夫将军接任。
2014年7月1日在莫斯科逝世，享年72岁。曾获红星勋章、二三级为祖国服务勋章、三四级祖国功勋勋章等荣誉、军事功勋勋章、俄罗斯国家奖金等荣誉。